# Ghosts of Mars
John Carpenter's Ghosts of Mars är en amerikansk science fiction-/action-/skräckfilm skapad, skriven och regisserad av John Carpenter. Några av skådespelarna är Ice Cube, Natasha Henstridge, Jason Statham, Pam Grier, Clea DuVall, och Joanna Cassidy. Filmen fick mycket kritik och blev ett ekonomiskt misslyckande med en genomsnittlig betygsbedömning på bara 20 procent på Rotten Tomatoes. Den tjänade in 14 miljoner dollar från en 28 miljoners budget.

## Handling
Handlingen äger rum runt mitten av 2000-talet. Planeten Mars har blivit terraformerad vilket gör det möjligt för människor att befinna sig på ytan utan att bära rymddräkter. Handlingen följer en polischef vid namn Melanie Ballard (Natasha Henstridge) som är i andrakommandot för en liten grupp tillsammans med Sergeant Jericho (Jason Statham). De har fått i uppdrag att transportera en fånge vid namn Desolation Williams (Ice Cube). När de kommer fram till den avlägsna gruvstaden där William ska omhändertas är bokstavligen alla människor borta. Hon kommer på att gruvarbetarna har upptäckt en underjordisk dörröppning konstruerad av en inhemsk marspopulation. När de öppnar dörren flyger en massa genomskinliga spöken ut som hade tagit alla gruvarbetarna.

## Rollspel
- Ice Cube - Desolation Williams
- Natasha Henstridge - Melanie Ballard
- Jason Statham - Nathan Jericho
- Clea DuVall - Bashira Kincaid
- Pam Grier - Helena Braddock
- Joanna Cassidy - Whitlock
- Richard Cetrone - Big Daddy Mars
- Liam Waite - Michael Descanso
- Duane Davis - Uno
- Lobo Sebastian - Dos
- Rodney A. Grant - Tres
- Peter Jason - McSimms
- Wanda De Jesus - Akooshay